# Безполово размножаване
Безполовото размножаване е вид размножаване, при което няма мейоза и оплождане. То е твърде просто в сравнение с половото размножаване и за него е нужен само един родителски организъм. Поради това при повечето безполови видове всеки зрял индивид може да се възпроизвежда, а това позволява популацията да нараства далеч по-бързо, отколкото при иначе сравнимите полови видове, за чието възпроизводство са нужни два индивида. При това размножаване няма сливане на гамети.
Този тип репродукция е характерна за едноклетъчните организми като бактерии и протисти. Също така много растения и гъби се размножават по този начин.
Докато всички прокариоти се размножават по безполов начин, то механизмите на хоризонталния генен трансфер, като конюгация, трансформация и трансдукция, са характерни и за полово размножаващите се организми.

## Видове безполово размножаване

### Бинарно делене
Много от едноклетъчните, но не всички, се размножават чрез просто делене на две. Много характерно е за някои бактерии и протисти. Има и изключения, като делящите се дрожди, хламиномонадата, ресничестите и някои други протисти, които се размножават и полово и безполово. При всяко делене едноклетъчният организъм създава две идентични свои копия.

### Формиране на спори
Много видове от едноклетъчните, както и от многоклетъчните организми произвеждат безполово размножаващи се клетки, наречени спори, които се носят из въздуха или във водата и могат да дават организми, генетично еднакви с родителския. Процесът на образуване на спори се нарича спорогенеза. Животните и някои протисти не образуват спори. Много растения формират хаплоидни спори вместо полови гамети, които са характерни за животните. Спорите на растенията нарастват на групи наречени гаметофити.
Гъбите и някои водорасли също могат да формират спори, което включва и митоза, от която се развиват клетки, наречени митоспори и от тях се развива новият организъм след разпръскване. Този метод на възпроизвеждане е характерен за червените водорасли от род Polysiphonia и включва спорогенеза без мейоза. Все пак митотичната спорогенеза е изключение при повечето водорасли, както и при базидиевите гъби има спори получени след мейоза.

### Пъпкуване
При това размножаване част от родителския организъм пуска по-малки израстъци, които се отделят и стават самостоятелни индивиди. Пъпкуването е характерно за дрождите. Полученото поколение е по-голямо по размер от майчиния организъм. Този вид размножаване е характерен и за многоклетъчните организми (например при Хидрите).

### Вегетативно размножаване
Вегетативното размножаване е вид безполово размножаване характерно за растенията. При него новите индивиди се получават без помощта на семена или спори. Това възпроизводство се осъществява чрез листата, корените или други части на растенията като луковица и др.

### Партеногенеза
При партеногенезата едно яйце може да се развие във възрастен организъм, без да е било оплодено от спермна клетка. Партеногезата е характерна за много растения, безгръбначни (водни мухи, пчели, паразитни оси). При растенията може да бъде включен и апомиксис.

### Фрагментация
Фрагментацията е безполово размножаване, при което новият организъм се развива от фрагмент от майчиния. Всеки фрагмент се развива до цялостен възрастен организъм. Фрагментация се наблюдава и при някои животни, гъби и растения.
Когато даден организъм е в опасност, той може да отдели даден фрагмент от тялото. В такива случаи късове от наранения организъм регенерират до цели нови организми. Морската звезда например притежава такава способност. Червеите и планарията също могат да се делят на фрагменти и после да регенерират липсващата част от тялото си. Повечето лишеи, които са симбионтни организми между гъби и фотосинтензиращи водорасли или бактерии, се възпроизвеждат чрез фрагментация за да осигурят нови индивиди съдържащи и от двата симбионта.

### Клониране
При него се образуват копия, които са генетично еднакви, макар да не си приличат по външно. То се наблюдава при множеството растителни видове, например когато едно растение се развило от семе, а после от корените му израстват множество други.

## Предимства на безполовото размножаване
Както безполовото, така и половото размножаване имат много предимства, но и недостатъци. Някои полово размножаващи се организми са успели чрез естествен отбор да оцелеят и да продължат да процъфтяват, защото са се възползвали от генетичното разнообразие, което този начин на възпроизводство осигурява. Така например, ако околната среда се промени, така че една разновидност не е в състояние да оцелее, целият вид ще изчезне, ако е резултат на клониране. Когато обаче видът се състои от генетично променливи индивиди във всяка популация, различните популации могат да се пригодят към променящата се или променлива среда. Въпреки че половото размножаване е „скъпо“ и в известна степен „неефективно“, защото изисква два пъти повече индивиди, за да даде една група поколение, генетичното разнообразие, което се поддържа при полово размножаване, изглежда, носи дълготрайни „облаги“.